# 鄭運
鄭 運（チョン・ウン、てい うん、1543年 - 1592年9月1日）は、李氏朝鮮の水軍の将。文禄の役で活躍したが、釜山浦海戦で戦死した。

## 生涯
本貫は河東鄭氏で、生地は現在の韓国全羅南道海南郡玉泉面大山里。字は昌辰（しょうしん）、諡名は忠壮公、生地に彼を祀った「忠臣閣」がある。父は全羅南道霊巌郡出身の訓錬参軍鄭応禎。明暦・隆慶5年（1571）甲午（5月）武科に合格した。文禄の役（1591年）の際、鹿島万戸（軍官＝将の階級）となり舟師を率いて李舜臣の部下に属し、随所で勝利したが、釜山浦海戦（1592年9月1日）で被弾し戦死。その後、李氏朝鮮は廟を鹿島に立て、田を給して祀った。
- 1543年（中宗38年） 海南郡玉泉面にて生まれる
- 1571年（宣祖3年）5月 武科に合格
- 1583年（宣祖15年） 熊川県監となる
- 1591年（宣祖24年） 鹿島万戸となる
- 1592年（宣祖25年＝天正20年）
  - 5月7日　玉浦海戦
  - 5月29日　泗川海戦
  - 6月5日　唐項浦海戦
  - 7月7日　閑山島海戦
  - 7月9日　安骨浦海戦
  - 9月1日　釜山浦海戦で戦死

## 記念碑
- 忠臣閣：全羅南道・海南郡玉泉面大山里（出生地）
- 双忠祠：全羅南道・高興郡道陽邑鳳巌里に李大源将軍と合祠
- 殉義碑：慶尚南道・釜山広域市沙下区多大洞山144
- 墓石碑：全羅南道・海南郡玉泉面平活里三山面

## 名を付けられた艦船
- 鄭運 (潜水艦)